# Brynjar Hoff
Brynjar Hoff (né le 1er octobre 1940) est un hautboïste norvégien.

## Biographie
Il est né dans la municipalité d'Orkdal des organistes Erling Hoff et Magnhild Bergljot Bakken. Il est associé à l'orchestre symphonique de Trondheim entre 1955 et 1958, à l'Opéra et ballet national de Norvège entre 1958 et 1965, et à l'orchestre philharmonique d'Oslo entre 1965 et 1985, avant de devenir musicien indépendant. Il reçoit notamment le Spellemannprisen en 1973, le prix artistique de la ville d'Oslo en 1989 et la médaille d'or du mérite du roi en 1999,.